# Schloss Seifersdorf (Schlesien)
Schloss Seifersdorf (polnisch Pałac w Mściszowie) ist eine Schlossruine in Mściszów (deutsch Seifersdorf) in der Gemeinde Lubań (deutsch Lauban) im Powiat Lubański (Kreis Lauban) in der Woiwodschaft Niederschlesien in Polen. 
Das Schloss geht auf eine im 16. Jahrhundert erbaute Burg zurück. Diese wurde 1796 zum Schloss umgebaut und im 19. Jahrhundert erneuert. In Folge des Zweiten Weltkriegs wurde das Schloss zerstört. Erhalten sind nur Teile der Umfassungsmauer und ein gotisches Portal.